# Pochylnia minerska
Pochylnia minerska – konstrukcja szkieletowa z prętów, płaskowników, rur lub kształtowników metalowych z odpowiednim oprzyrządowaniem do umocowania przy burtach, z tyłu pojazdu mechanicznego lub w otworach drzwiowych śmigłowców, służąca do opuszczania uzbrojonych min przeciwpancernych (przeciwdesantowych) z pojazdów i śmigłowców na ziemię (do wody) w ustalonych odległościach, bez ich maskowania.